# Yoshi's Crafted World
Yoshi's Crafted World är ett sidscrollande plattformsspel som utvecklas av Good-Feel till Nintendo Switch. Spelet släpptes internationellt den 29 mars 2019.

## Spelupplägg
Crafted World använder många spelmekaniker som har använts i tidigare Yoshi-spel: Yoshi kan hoppa på fiender för att döda dem eller svälja dem för att få ägg som sedan kan användas för att skjuta på saker. Spelaren kan samla på saker som Smiley Flower för att komma vidare till nästa värld och mynt för att skaffa kostymer.